# Evropský nástroj finanční stability
Evropský nástroj finanční stability (anglicky European Financial Stability Facility a odtud zkratka EFSF) je instituce, jejímž smyslem bylo chránit členy eurozóny před finanční nestabilitou, zejména před dluhovou krizí v eurozóně, a to tak, že zemím s problémy poskytne finanční výpomoc. Instituce sídlí v Lucemburku, jejím výkonným ředitelem je Klaus Regling. EFSF využívá služeb Evropské investiční banky.
Vznik EFSF byl odsouhlasen 9. května 2010 všemi 27 členskými státy Evropské unie na jednání Rady Evropské unie, které se téhož dne konalo. Za Českou republiku byl na jednání přítomen ministr financí Eduard Janota a jeho náměstek Tomáš Zídek.
V roce 2012 jej nahradil Evropský stabilizační mechanismus. EFSF již neposkytuje žádnou další finanční pomoc a stará se jen o splátky půjček atd. 

## Fungování
EFSF může vydávat dluhopisy a tak získat finance, jejichž zapůjčením pomůže členům eurozóny, kteří se ocitnou v problémech. Za vydávané dluhopisy se zaručují jednotliví členové eurozóny a to v poměru příspěvků na kapitál Evropské centrální banky.
Aby některá z členských zemí dostala pomoc, musí o ni požádat a poté se musí dohodnout na podmínkách s Evropskou komisí a Mezinárodním měnovým fondem a také tyto podmínky musí schválit všichni ministři financí eurozóny.

## Limity
Původně byla výše záruk omezena hodnotou 440 miliard eur, ale 21. července 2011 bylo zástupci států eurozóny dohodnuto zvýšení na 780 miliard eur. Tuto dohodu musely ještě členské země ratifikovat. Jako poslední ji schválilo Slovensko 13. října 2011. Schválení se podařilo až při druhém hlasování, při prvním hlasování 11. října 2011, které spojila s hlasováním o důvěře, padla vláda Ivety Radičové.